# 2579 Спартак
2579 Спартак (енгл. 2579 Spartacus) је астероид главног астероидног појаса чија средња удаљеност од Сунца износи 2,210 астрономских јединица (АЈ).
Апсолутна магнитуда астероида је 13,0.